# Dolichodelphys
Dolichodelphys es un género monotípico de plantas con flores de la familia de las rubiáceas. Incluye una sola especie: Dolichodelphys chlorocrater K.Schum. & K.Krause (1908). Se encuentra en Venezuela, Colombia, Ecuador y Perú.

## Taxonomía
Dolichodelphys chlorocrater fue descrita por K.Schum. & K.Krause y publicado en Verhandlungen des Botanischen Vereins für die Provinz Brandenburg und die Angrenzenden Länder 50: 102, f. sn, en el año 1908.
Sinonimia
- Rustia longifolia Standl.[3]